# غراندفاذر (كارولاينا الشمالية)
غراندفاذر (بالإنجليزية: Grandfather, North Carolina)‏ هي قرية تقع في الولايات المتحدة في مقاطعة أفيري، كارولاينا الشمالية. يقدر عدد سكانها بـ 25 نسمة ومساحتها 3.95 كم2 وترتفع عن سطح البحر 1,193 متر.